# Slag bij Ilerda
De Slag bij Ilerda was een van de confrontaties tussen de aanhangers van Julius Caesar (de populares) en Pompeius (de optimates) tijdens de burgeroorlog tussen Pompeius en Caesar. De slag tussen Caesar en Pompeius' generaals Lucius Afranius en Marcus Petreius vond plaats in juni 49 v.Chr. bij de stad Ilerda, het hedendaagse Lleida.

## Wat voorafging
Nadat Caesar de burgeroorlog was begonnen door met het 13e legioen Gemina de Rubicon over te steken veroverde hij in enkele maanden tijd het door de senaat bestuurde Italische thuisland. Pompeius was met de Romeinse vloot naar Illyrië in het oosten gevlucht. Omdat Caesar geen vloot tot zijn beschikking had, besloot hij Hispania te veroveren om Pompeius zijn thuisbasis te ontnemen. Vrijwel geheel Gallië schaarde zich aan Caesars zijde, op het door Domitius Ahenobarbus bestuurde Massilia na. Caesar stuurde Gaius Fabius met drie legioenen naar de Pyreneeën om de bergpassen te bezetten en begon zelf met de voorbereidingen voor de belegering van Massilia. Ook liet hij te Arelas (Arles) een aantal schepen bouwen om te voorkomen dat de stad vanuit zee bevoorraad werd. Nadat de belegeringswerken klaar waren liet Caesar het Beleg van Massilia over aan Gaius Trebonius. Decimus Brutus kreeg het bevel over de vloot en Caesar zelf trok verder naar Hispania Citerior.

## In Spanje
Fabius had intussen twee bruggen over de Segre laten bouwen. Nadat een brug was ingestort werd hij aangevallen door de Pompeianen, maar zonder grote gevolgen. Nadat Caesar was gearriveerd trok hij met vrijwel zijn gehele leger op naar Ilerda. Afranius en Petreius hadden hun kamp opgeslagen op een heuvel bij de stad. Caesar betrok een lagere heuvel en besloot zijn kamp niet zoals gebruikelijk met palissademuren en torens te omgeven, maar liet in plaats daarvan onder dekking van twee linies soldaten loopgraven uitgraven, zodat zijn tegenstanders pas ontdekten dat het kamp versterkt was toen de loopgraven klaar waren. Afranius en Petreius probeerden Caesar tot een gevecht te verleiden, maar deze werkte verder aan de versterking van zijn kamp. Tussen de kampen en de stad lag een vlakte met in het midden een verhoging. Caesar probeerde dit strategische punt in bezit te nemen, maar zijn tegenstanders waren hem voor. In deze confrontatie wisten de Pompeianen Caesars leger door hun ongebruikelijke manier van vechten te verdrijven: omdat ze niet in formatie bleven dachten Caesars soldaten dat ze werden omsingeld, zodat ze zich terugtrokken. Caesar kwam met het 9e legioen te hulp en verdreef de vijandelijke troepen, die zich terugtrokken naar Ilerda. Het 9e legioen wilde de schandelijke vlucht goedmaken en achtervolgde de vluchtende vijand omhoog tot aan de stadsmuren. Ondanks ongelijke verhoudingen vochten Caesars soldaten urenlang tegen een overmacht op hogere grond. Na vijf uur vechten trokken ze zich met hulp van de cavalerie terug. Volgens eigen zeggen verloor Caesar hierbij 70, en de vijand meer dan 200 man, maar waarschijnlijk verloor hijzelf bij Ilerda meer soldaten dan de tegenstander. De troepen van Afranius en Petreius hadden intussen de verhoging op de vlakte voor de stad versterkt.
Twee dagen later sloeg de weersgesteldheid om: stormen en overstromingen vernielden de bruggen over de rivier, waardoor Caesar ingesloten raakte tussen de Segre en de Cinca. Zijn troepen aan de andere kant van de brug werden vernietigd door Petreius. Caesars leger kon niet meer bevoorraad worden en het voedsel verzamelen werd zeer bemoeilijkt, waardoor hongersnood uitbrak. De brug kon niet worden gerepareerd omdat de soldaten vanaf de andere oever door de Pompeianen werden bestookt. Caesar besloot daarop een aantal schepen te bouwen, waarmee hij een troepenmacht overzette en een heuvel aan de andere zijde van de rivier in bezit nam en versterkte. Hierna kon de brug zonder verdere problemen in twee dagen worden gerepareerd. Toen Caesar kort daarop bij de stad begon met de aanleg van een voorde over de rivier, verlieten Afranius en Petreius de stad en vertrokken ze naar het westen. Afranius wilde zich overgeven, maar Petreius wilde daar niets van weten. Eind juli wist Caesar het Pompeiaanse leger te omsingelen en waren Afranius en Petreius genoodzaakt zich met hun vijf legioenen over te geven.

## Nasleep
Hoewel over het algemeen over de Slag bij Ilerda wordt gesproken, was de slag geen geregelde veldslag maar meer een serie van tactische bewegingen.
Na de overgave van Afranius en Petreius trok Caesar verder naar het zuiden, waar Varro, de praetor van Hispania Ulterior, zijn twee legioenen overgaf zonder gevecht. Nu Spanje was veroverd keerde Caesar terug naar het beleg van Massilia. Het beheer van de provincie gaf hij over aan Lucius Cassius Longinus, de broer van Gaius Cassius Longinus.
Oorlogen van de Romeinse Republiek
· Romeins-Etruskische Oorlogen
· Romeins-Aequische Oorlogen
· Latijnse Oorlog
· Romeins-Hernicische Oorlogen
· Romeins-Volscische Oorlogen
· Samnitische oorlogen (Eerste, Tweede, Derde)
· Pyrrhische Oorlog
· Punische oorlogen (Eerste, Tweede, Derde)
· Illyrische Oorlogen (Eerste, Tweede, Derde)
· Macedonische Oorlogen (Eerste, Tweede, Derde, Vierde)
· Romeins-Seleucidische Oorlog
· Aetolische Oorlog
· Galatische Oorlog
· Romeinse Verovering van Hispania (Eerste Celtiberische Oorlog, Lusitanische Oorlog, Numantische Oorlog, Sertorische Oorlog, Cantabrische Oorlogen)
· Achaeïsche Oorlog
· Oorlog tegen Jugurtha
· Cimbrische Oorlog
· Servilische Oorlogen (Eerste, Tweede, Derde)
· Bondgenotenoorlog
· Sulla's Burgeroorlogen (Eerste, Tweede)
· Mithridatische oorlogen (Eerste, Tweede, Derde)
· Gallische Oorlog
· Romeinse expedities naar Britannia
· Burgeroorlog tussen Pompeius en Caesar
· Einde van de Republiek (Slag bij Mutina, Burgeroorlog tegen Brutus en Cassius, Siciliaanse Opstand, Perusiaanse Oorlog, Burgeroorlog tussen Antonius en Octavianus)
Oorlogen van het Romeinse Keizerrijk
· Germaanse Oorlogen (Teutoburgerwoud, Marcomannenoorlog, Alemannische Oorlogen, Gotische Oorlog, Visigotische Oorlogen)
· Romeinse verovering van Britannia
· Boudicca
· Armenische Oorlog
· Vierkeizerjaar
· Joodse Oorlog
· Romeins-Parthische Oorlog
· Romeins-Perzische oorlogen
· Burgeroorlogen van de derde eeuw
. Gotische oorlog (376-382)
. Gotische opstand van Alarik I
. Gildonische opstand
. Gotische oorlog (402-403)
. Pictische oorlog van Stilicho
. Oorlog van Heraclianus
. Oorlog van Radegaisus
. Rijnoversteek
. Romeinse Burgeroorlog 427-429
· Val van het West-Romeinse Rijk